# 스퀴즈 (2015년 영화)
《스퀴즈》(영어: The Squeeze)은 2015년에 공개된 미국의 영화이다. 테리 재스트로가 감독과 각본을 맡았다.

## 출연
- 제러미 섬프터 - 오기 역
- 질리언 머리 - 내털리 역
- 크리스토퍼 맥도널드 - 리버보트 역
- 캐서린 라나사 - 제시 역
- 마이클 노리 - 지미 다이아몬즈 역
- 제이슨 도링 - 에런 볼트 역
- 메키아 콕스 - 라나 역
- 데이비드 오노델 - 존 톰 역